# Precios de la electricidad
El precio de la electricidad (a veces denominado tarifa de electricidad o el precio de la electricidad) varía mucho de un país a otro y puede variar significativamente de localidad a localidad dentro de un país en particular. Hay muchas razones que explican estas diferencias en el precio. El precio de la generación de energía depende en gran medida del tipo y precio de mercado del combustible utilizado, de los subsidios gubernamentales, de la regulación del gobierno y de la industria y de los patrones climáticos locales.

## Comparación de precio

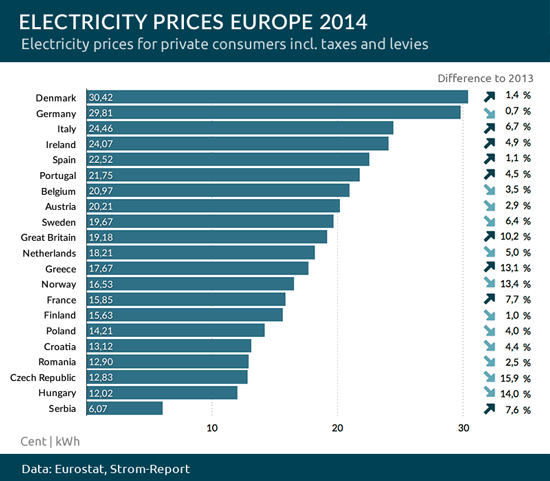
Estadística de precio de la electricidad Europa 2014

El siguiente cuadro muestra una comparación simple de las tarifas eléctricas de 2014 en los países y territorios industrializados de todo el mundo, expresados en dólares estadounidenses. La comparación no tiene en cuenta factores como la fluctuación de los tipos de cambio internacionales, el poder adquisitivo de un país, las subvenciones gubernamentales a la electricidad o los descuentos minoristas que a menudo están disponibles en mercados de electricidad desregulados.
Por ejemplo, en 2012, los residentes de Hawái tuvieron la mayor tarifa promedio de electricidad residencial en los Estados Unidos (37.34 ¢ / kWh), mientras que los residentes de Luisiana tuvieron los costos promedio más bajos de electricidad residencial (8.37 ¢ / kWh). Incluso en los Estados Unidos contiguos la brecha es significativa, ya que los residentes de Nueva York tienen las mayores tasas de electricidad residencial promedio en los 48 estados de los Estados Unidos (17,62 ¢ / kWh).

### Comparación global
| País / Territorio                    | Centavos de USD/kWh | Centavos de USD/megajoule | Fecha                  | Fuente               |
| ------------------------------------ | --- | ------------------------- | ---------------------- | -------------------- |
| Samoa Americana                      | 25,4 a 30 |                           | Mayo de 2017           | [ 4 ]                |
| Argentina                            | 7 (Buenos Aires) | 2 (Buenos Aires)          | 2020                   | [ 2 ]                |
| Argentina (Concordia)                | 19,13 | 5,31                      | Jun 14, 2013           |                      |
| Australia                            | Varía según el estado en cualquier lugar de 15-26 por kWh. Sirve una tarifa de servicio de $ 0,70 AUD al día. | 6,11 to 11,06             | Dec 21, 2016           | [ 5 ] [ 6 ] [ 7 ]    |
| Bahrain                              | 0,79 to 4.23 (0,79 para los primeros 3000 kWh, 2,38 para los 3001-5000 kWh y 4,23 para cada kWh adicional) Tipo de cambio utilizado de BHD a USD es 0,378) |                           | Aug 19, 2015           | [ 8 ]                |
| Bangladés                            | 2,95 a 9,24 |                           | Mar 13, 2014           | [ 9 ]                |
| Bielorrusia                          | 13,8 a 69,8 |                           | Jun 21, 2016           | [ 10 ]               |
| Bélgica                              | 29,08 | 8,08                      | Nov 1, 2011            | [ 11 ] [ 11 ]        |
| Bután                                | |                           | Jun 18, 2017           | [ 12 ]               |
| Brunéi                               | 0,72 a 8,64 (0,72 para los primeros 600 kWh, 5,76 para los 601-2000 kWh, 7,20 para los 2001-4000 kWh y 8,64 para cada kWh adicional) El tipo de cambio utilizado de BRR a USD es 0,72) |                           | Jun 18, 2017           | [ 13 ]               |
| Bulgaria                             | 13,38 día (entre 7:00-23: 00 DST); 9,13 noche | 2,54 a 3,72               | Oct 29, 2014           | [ 14 ] [ 15 ] [ 16 ] |
| Brasil                               | 12,00 a 25,00 variando por estado y proveedor de servicios de electricidad |                           | Jul 7, 2016            | [ 17 ]               |
| Camboya                              | 15,63 a 21,00 en Phnom Penh | 4,34 a 5,83               | Feb 28, 2014           | [ 18 ]               |
| Canadá, Ontario                      | 14,6 |                           | 2017-2018              | [ 19 ]               |
| Canadá, Ontario, Toronto             | 6,52 a 11,69 dependiendo de la hora del día más la transmisión, la entrega y otros cargos de aproximadamente 3,75 por kWh | 1,81 a 3,25               | Feb 9, 2014            | [ 20 ]               |
| Canadá, Quebec                       | 5,41 para los primeros 30 kWh/día luego 7,78 + 40,64/día para la cuota de suscripción |                           | 2012                   | [ 21 ]               |
| China                                | 4 a 4,5 |                           | 2014                   | [ 22 ]               |
| Chile                                | 23,11 |                           | Jan 1, 2011            | [ 23 ] [ 24 ]        |
| Colombia (Bogotá)                    | 18,05 |                           | Jun 1, 2013            | [ 25 ]               |
| Islas Cook                           | 34,6 a 50.2 |                           |                        | [ 26 ]               |
| Croacia                              | 17,55 |                           | Jul 1, 2008            | [ 27 ]               |
| Cuba                                 | Precios residenciales por kWh utilizado, subsidiados 0,33 @ 0-100 kWh 1,11 @ 101-150 kWh 1,48 @ 151-200 kWh 2,22 @ 201-250 kWh 2,96 @ 251-300 kWh 5,55 @ 301-350 kWh 6,66 @ 351-500 kWh 7,40 @ 501-1000 kWh 11,1 @ 1001-5000 kWh 18,5 @ > 5001 kWh                                                                           | 0,33 a 18,5               | Jan 01, 2019           |                      |
| Curaçao                              | 26,58 a 35,08 |                           | 1 de agosto de 2017    | [ 28 ]               |
| Dinamarca                            | 33 |                           | 1 de mayo de 2015      | [ 11 ] [ 11 ]        |
| Emiratos Árabes Unidos - Dubái       | 6,26 a 10,35 (más 1,63 recargo por combustible) |                           |                        | [ 29 ]               |
| Emiratos Árabes Unidos - Abu Dabi    | 0 a 8,23 (i.e. AED 0 a AED 0.305) |                           | 2017                   | [ 30 ]               |
| Egipto                               | Precio en secciones a kWh/Mes, subvencionado 0.98 @ 0-50 kWh/M 1.89 @ 51-100 kWh/M 2.08 @ 0-200 kWh/M 3.12 @ 201-350 kWh/M 4.42 @ 351-650 kWh/M 7.8 @ 651-1000 kWh/M 9.62 @ 1000+ kWh/M |                           | Jul 17, 2014           | [ 31 ] [ 32 ]        |
| Etiopía                              | 6,7 a7.7 |                           | Dec 31, 2012           | [ 33 ]               |
| Fiyi                                 | 12 a 14.2 |                           |                        | [ 26 ]               |
| Finlandia                            | 20,65 |                           | Nov 1, 2011            | [ 11 ] [ 11 ]        |
| Francia                              | 19,39 |                           | Nov 1, 2011            | [ 11 ] [ 11 ]        |
| Georgia                              | 8,00 |                           | Jul 24, 2015           | [ 34 ]               |
| Alemania                             | 25,00 |                           | Mar 1, 2017            | [ 35 ]               |
| Rumanía                              | 18,40 |                           | Jun 26, 2013           | [ 36 ]               |
| Guyana                               | 26,80 |                           | Apr 1, 2012            | [ 37 ]               |
| Suíza                                | 25,00 |                           | Jan 6, 2014            | [ 38 ]               |
| Hungría                              | 23,44 |                           | Nov 1, 2011            | [ 11 ] [ 11 ]        |
| Hong Kong                            | 12,04 a 24.05 |                           | Jan 1, 2013            | [ 39 ] [ 40 ]        |
| India                                | 0,1 a 18 (Promedio 7) |                           | 1 de marzo de 2014     | [ 41 ]               |
| Indonesia                            | 11 |                           | Jul 21, 2015           | [ 42 ]               |
| Islandia                             | 5,54 |                           | Nov 8, 2015            | [ 43 ]               |
| Irán                                 | 2 a 19 |                           | Jul 1, 2011            |                      |
| Iraq                                 | Precios residenciales por kWh utilizado, subsidiados 2,5 @ 0-500 kWh/M 4,17 @ 501-1000 kWh/M 7,5 @ 1001-1500 kWh/M 11,67 @ 1501-2000 kWh/M 14,17 @ 2001-3000 kWh/M 16,67 @ 3001-4000 kWh/M 18,75 @ > 4001 kWh/M |                           | Apr 08, 2015           | [ 44 ]               |
| Irlanda                              | 23,06 |                           | 1 de noviembre de 2016 | [ 45 ]               |
| Israel                               | 15,35 |                           | 8 de mayo de 2017      | [ 46 ]               |
| Italia                               | 28,39 |                           | Nov 1, 2011            | [ 11 ] [ 11 ]        |
| Jamaica                              | 44,7 |                           | Dec 4, 2013            | [ 47 ] [ 47 ]        |
| Japón                                | 20 to 24 |                           | Dec 31, 2009           | [ 48 ] [ 49 ]        |
| Jordan                               | 5 to 33 |                           | Jan 30, 2012           | [ 50 ]               |
| Kazajistán                           | 4.8 to 8.2 |                           | Dec 13, 2016           |                      |
| Kiribati                             | 32,7 |                           |                        | [ 51 ]               |
| Corea del Sur                        | Precio en una escala móvil a un kWh / Mes, servicio residencial (baja tensión) 5,1 @ 0-100 kWh/M 10,5 @ 101-200 kWh/M 15,7 @ 201-300 kWh/M 23,5 @ 301-400 kWh/M 34,9 @ 401-500 kWh/M 59,3 @ 501- kWh/M |                           | Jan 14, 2013           | [ 52 ]               |
| Kuwait                               | 0,3 a 3 |                           | Jan 1, 2016            | [ 53 ]               |
| Laos                                 | 11,95 para >150kWh, 4.86 por 26-150 kWh, 4.08 por 0-25 kWh |                           | Feb 28, 2014           | [ 54 ] [ 55 ]        |
| Letonia                              | 18,23 calculado para 100kWh incluyendo el transporte, el impuesto sobre la energía verde y el IVA |                           | Jun 14, 2017           | [ 56 ]               |
| Lituania                             | 12 |                           | 1 de julio de 2016     | [ 57 ]               |
| Macedonia                            | 7 a 10 industrial-14 |                           | Aug 1, 2013            | [ 58 ]               |
| Malasia                              | Precios de consumo interno por kWh utilizado, subvencionado 4,95 @ 1 to 200 kWh 7,59 @ 201 to 300 kWh 11,73 @ 301 to 600 kWh 12,41 @ 601 to 900 kWh 12,98 @ 901 kWh onwards (Tasa de cambio de 4,4 MYR a 1 USD en Nov 24, 2016)                                                                                              |                           | Jan 1, 2014            | [ 59 ]               |
| Islas Marshall                       | 32,6 a 41.6 |                           |                        | [ 60 ]               |
| México                               | 19,28 |                           | Aug 22, 2012           | [ 61 ] [ 62 ]        |
| Moldova                              | 11,11 |                           | Apr 1, 2011            | [ 63 ]               |
| Myanmar                              | 3,6 |                           | Feb 28, 2014           |                      |
| Nepal                                | 7,2 a 11.2 |                           | Jul 16, 2012           | [ 64 ]               |
| Netherlands                          | 28,89 |                           | Nov 1, 2011            | [ 11 ] [ 11 ]        |
| Nueva Caledonia                      | 26,2 to 62.7 |                           |                        | [ 26 ]               |
| Nueva Zelanda                        | 19,15 |                           | Apr 19, 2012           |                      |
| Nicaragua                            | Precio en una escala móvil a un kWh/Mes, Residencial T-0 10 @ 0-25 kWh/M 21 @ 26-50 kWh/M 22 @ 51-100 kWh/M 29 @ 101-150 kWh/M 27 @ 151-500 kWh/M 43 @ 501-1000 kWh/M 48 @ 1000+ kWh/M |                           | Sep 1, 2014            | [ 65 ]               |
| Niue                                 | 44,3 |                           |                        | [ 51 ]               |
| Nigeria                              | 2,58 a 16.55 |                           | Jul 2, 2013            | [ 66 ]               |
| Norway                               | 15,9 |                           | Jul 25, 2013           |                      |
| Pakistán                             | Tarifa General de Suministro - Residencial 2 < 50 kWh/M 5,79 @ 1-100 kWh/M 8,11 @ 101-200 kWh/M 10,21 @ 201-300 kWh/M 16 @ 301-700 kWh/M 18 >700 kWh/M |                           | 14-Jul-2015            | [ 67 ]               |
| Palau                                | 22,83 |                           |                        | [ 51 ]               |
| Papúa Nueva Guinea                   | 19,6 to 38.8 |                           |                        | [ 26 ]               |
| Paraguay                             | Tarifa General de Suministro - Residencial 5,66 @ 0 - 50 kWh/M 6,36 @ 51 - 150 kWh/M 6,64 @ 151 - 300 kWh/M 7,34 @ 301 - 500 kWh/M 7,64 @ 501 - 1000 kWh/M 7,92 >1000 kWh/M Tarifa General de Suministro - Industrial 7,36 kWh/M Tarifa General de Suministro - Gubernamental 7,06 kWh/M (Tipo de cambio: 1 USD = 5.500 PYG) |                           | 2017                   | [ 68 ]               |
| Perú                                 | 17,70 |                           | 19 de enero de 2018    | [ 69 ]               |
| Filipinas                            | 18.22 Palawan 25.2 |                           | 7 de octubre de 2015   | [ 70 ]               |
| Portugal                             | 25,25 |                           | Nov 1, 2011            | [ 11 ] [ 11 ]        |
| Rusia                                | 2,4 a 14 |                           | Nov 1, 2011            | [ 11 ] [ 11 ]        |
| Ruanda                               | 22 a 23.6 |                           | 2016                   | [ 71 ]               |
| Arabia Saudita                       | 1 a 7 (de los primeros 2.000 kWh/mes a más de 10.000 kWh/mes) |                           | Sep 9, 2015            | [ 72 ]               |
| Serbia                               | 3,93 a 13.48, promedio ~6,1 |                           | Feb 28, 2013           | [ 73 ]               |
| Singapur                             | 15.52 |                           | Jun 16, 2017           | [ 74 ]               |
| España                               | 20,02 kWh @ Baja Tensión (< 1 kV) 21,95 kWh @ (≤ 10 kW) 21,39 kWh @ (≤ 15 kW) 16,48 kWh @ (> 15 kW) 12,17 kWh @ Alta Tensión (≥ 1 kV y < 36 kV) 9,77 kWh @ (≥ 36 kV y < 72,5 kV) 9,37 kWh @ (≥ 72,5 kV y < 145 kV) 8,93 kWh @ (≥ 145 kV) Tipo cambioː 1 EUR = 1,16 USD                                                       |                           | Agosto de 2018         | [ 75 ]               |
| Sri Lanka                            | Precio en secciones a kWh / Mes, subvencionado 1,72 @ 0-30 kWh/M 3,33 @ 31-60 kWh/M 5,39 @ 0-60 kWh/M 6,87 @ 61-90 kWh/M 19,06 @ 91-120 kWh/M 21,98 @ 121-181 kWh/M 30,91 @ 180+ kWh/M |                           | Sep 16, 2014           | [ 76 ]               |
| Islas Solomon                        | 88 a 99 |                           |                        | [ 77 ]               |
| Sudáfrica                            | 15 |                           | Sept 29, 2015          | [ 78 ] [ 79 ]        |
| Surinam                              | 3,90 a 4.84 |                           | Nov 20, 2013           | [ 80 ]               |
| Sweden                               | 8,33 |                           | Feb 3, 2015            | [ 11 ]               |
| Tahití                               | 25 a 33,1 |                           |                        | [ 26 ]               |
| Taiwán                               | 7 a 17 |                           | Jun 1, 2012}}          | [ 81 ]               |
| Tailandia                            | 6 a 13 |                           | 1 de julio de 2013}}   | [ 82 ]               |
| Tonga                                | 47 |                           | Jun 1, 2011}}          | [ 26 ]               |
| Trinidad y Tobago                    | 4 |                           | 8 de julio de 2015}}   | [ 83 ]               |
| Turquía                              | 11,20 Residencial (baja tensión) 11,29 Negocio (baja tensión) 8,78 Industria (media tensión) |                           | Jul 1, 2016}}          | [ 84 ]               |
| Islas Turks y Caicos                 | 35,39 |                           | 16 de marzo de 2016}}  | [ 85 ]               |
| Tuvalú                               | 36,55 |                           |                        | [ 51 ]               |
| Uganda                               | 4,44 (Primeros 15 kWh en un mes para los consumidores domésticos) 19,26 (Más de 15 kWh en un mes para los consumidores nacionales) |                           | Aug 9, 2016            | [ 86 ]               |
| Ucrania                              | 2,6 a10.8 |                           | 2014                   | [ 87 ] [ 88 ]        |
| Reino Unido                          | 22 |                           | 1 de mayo de 2015      | [ 11 ] [ 89 ]        |
| Estados Unidos                       | 8 a 17 ; 37 43 |                           | Sep 1, 2012            | [ 90 ] [ 91 ]        |
| Islas Vírgenes de los Estados Unidos | 48,9 to 51.9 |                           | Oct 1, 2014            | [ 92 ]               |
| Uruguay                              | 17,07 a 26.48 |                           | Feb 11, 2014           | [ 93 ]               |
| Uzbekistán                           | 4,95 |                           | 2011                   | [ 94 ]               |
| Vanuatu                              | 60 |                           |                        | [ 26 ]               |
| Venezuela                            | 0,016 al tipo de cambio no oficialmente utilizado (3684 VEF/USD) o 0,089 centavos al tipo de cambio oficial (678 VEF/USD) |                           | 2016-12-01             | [ 95 ]               |
| Vietnám                              | 6,20 a 10,01 |                           | 2011                   | [ 96 ]               |
| Western Samoa                        | 30,5 a 34,7 |                           |                        | [ 26 ]               |

a Denomina países con tarifas de electricidad subvencionadas por el gobierno.
b México subsidia la electricidad según los límites de consumo. Más de 500kWh consumidos bimestralmente no reciben subsidios. Solo el 1% de la población mexicana paga esta tarifa.
c Hawái.
d Los precios no incluyen el IVA (20%)
e San Diego, California de alto nivel
La Administración de Información sobre Energía de los Estados Unidos (EIA) también publica una lista incompleta de los precios internacionales de la energía, mientras que la Agencia Internacional de la Energía (AIE) proporciona una revisión exhaustiva y trimestral.

## Pronóstico
La predicción del precio de la electricidad es el proceso de utilizar modelos matemáticos para predecir cuáles serán los precios de la electricidad en el futuro.

### Metodología de pronóstico
El modelo más sencillo para la predicción de día a día es pedir a cada fuente de generación que lance en bloques de generación y elegir las ofertas más baratas. Si no se presentan suficientes ofertas, el precio se incrementa. Si se presentan demasiadas pujas, el precio puede llegar a cero o convertirse en negativo. El precio de oferta incluye el costo de generación, así como el costo de transmisión, junto con cualquier beneficio. La energía se puede vender o comprar de las piscinas de la energía colindantes.
El viento y la energía solar no son despachables. Dicha energía se vende normalmente antes de cualquier otra oferta, a una tasa predeterminada para cada proveedor. Todo excedente se vende a otro operador de la red o se almacena utilizando hidroelectricidad de bombeo o, en el peor de los casos, se restringe.  La línea Cross-Channel HVDC entre Inglaterra y Francia es bidireccional, pero normalmente se utiliza para comprar electricidad desde Francia. La asignación se realiza mediante licitación.

### Factores de conducción
Además de los costes de producción, los costes fijos del precio de la luz, los precios de la electricidad se fijan por la oferta y la demanda. Todo de la migración del salmón a los fuegos forestales puede afectar precios de la energía. Sin embargo, algunos conductores fundamentales son los más probables ser considerados.

### Calidad de energía
La transmisión, la producción y el consumo de energía eléctrica asociada a una distorsión armónica total excesiva (THD) y no a un factor de potencia unitario (PF) sería costosa para los propietarios. El costo del impacto de PF y THD es difícil de estimar, pero causa calor y vibración, mal funcionamiento y hasta fusiones. La compañía eléctrica monitorea el nivel de transmisión. Un espectro de dispositivos de compensación mitiga malos resultados, pero las mejoras se pueden lograr solo con dispositivos de corrección en tiempo real (tipo de conmutación de estilo antiguo, DSP de baja velocidad moderno  ). La mayoría de los dispositivos modernos reducen los problemas, manteniendo el retorno de la inversión y la reducción significativa de las corrientes de tierra. Otra razón para mitigar los problemas es reducir los costos de operación y generación, lo cual es comúnmente hecho por las compañías de Distribución de Energía Eléctrica en conjunto con las compañías de generación. Los problemas de calidad de energía pueden causar respuestas erróneas de muchos tipos de equipos analógicos y digitales, donde la respuesta podría ser impredecible.

### Balanceo de fases
La red de distribución más común y la generación se hace con 3 estructuras de fase, prestando especial atención al equilibrio de fases y la consiguiente reducción de la corriente de tierra. Es cierto para redes industriales o comerciales donde la mayoría de la energía se usa en máquinas de 3 fases, pero los usuarios comerciales y residenciales no tienen capacidades de balanceo de fase en tiempo real. A menudo este problema conduce a un comportamiento inesperado del equipo o malfuncionamientos y en casos extremos incendios. Por ejemplo, los sensibles equipos de grabación analógicos o digitales profesionales deben conectarse a redes eléctricas bien equilibradas y conectadas a tierra. Para determinar y mitigar el costo de la red eléctrica desequilibrada, las compañías eléctricas en la mayoría de los casos cobran por demanda o como una categoría separada por desequilibrio pesado Existen algunas técnicas sencillas para el equilibrio que requieren una computación rápida y un modelado en tiempo real.

#### Clima
Los estudios demuestran que generalmente la demanda de electricidad es impulsada principalmente por la temperatura. La demanda de calefacción en el invierno y la demanda de refrigeración (aire acondicionado) en el verano son lo que principalmente impulsar los picos estacionales en la mayoría de las regiones. Los días de grado de calefacción y los días de grado de enfriamiento ayudan a medir el consumo de energía haciendo referencia a la temperatura exterior por encima y por debajo de 65 grados Fahrenheit, una línea de base comúnmente aceptada.

#### Disponibilidad de energía hidroeléctrica
La acumulación de nieve, las corrientes de agua, la estacionalidad, el salmón, etc. afectan la cantidad de agua que puede fluir a través de una presa en un momento dado. La predicción de estas variables predice la energía potencial disponible para una presa para un período dado.  Algunas regiones como Egipto, China y el noroeste del Pacífico obtienen una generación significativa de presas hidroeléctricas.

#### Planta de energía y cortes de transmisión
Ya sean planeadas o no planificadas, las interrupciones afectan la cantidad total de energía que está disponible para la red. 

#### Precios de los combustibles
El combustible utilizado para generar electricidad es el principal costo incurrido por las empresas de generación eléctrica. Esto cambiará a medida que se utilice más energía renovable. Los costos de capital son el costo primario de la energía solar y eólica porque no tienen costo de combustible.

#### Salud económica
En tiempos de dificultades económicas, muchas fábricas reducen la producción debido a una reducción de la demanda de los consumidores y, por lo tanto, reducen la demanda eléctrica relacionada con la producción.